# Preduzeće Tito Sarajevo

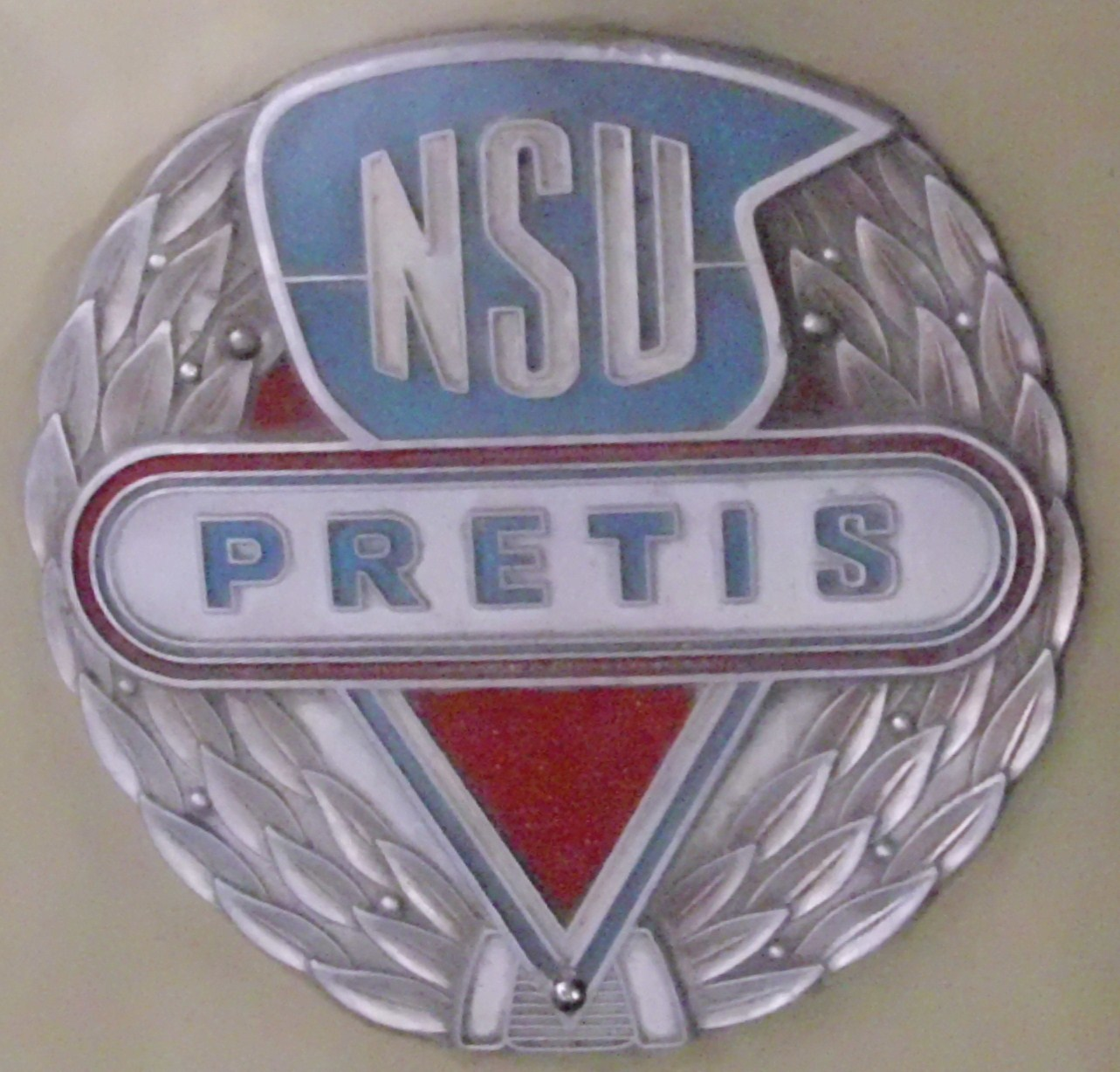
Logo an einem Motorroller

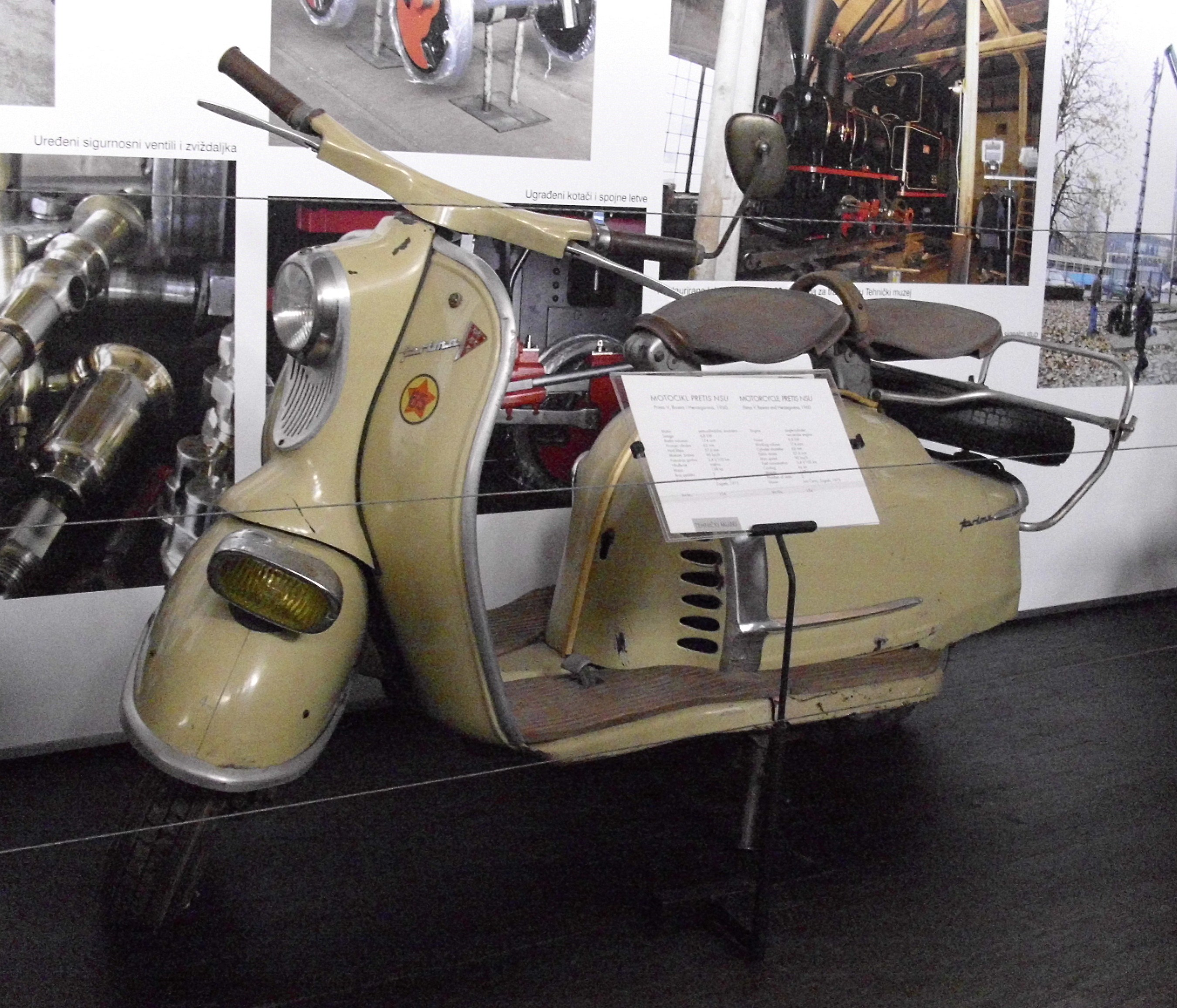
Pretis-NSU Motorroller von 1960

Preduzeće Tito Sarajevo war ein jugoslawischer Hersteller von Automobilen und Motorrädern.

## Unternehmensgeschichte
Das Unternehmen wurde 1948 in Vogošća bei Sarajevo als Rüstungsunternehmen gegründet. 1963 übernahm das Unternehmen die Produktionsanlagen von den NSU-Motorenwerken sowie die Lizenz zur Fertigung von Motorrädern. Später entstanden auch Automobile. Der Markenname lautete Pretis oder NSU-Pretis. 1967 schloss sich das Unternehmen mit drei anderen Waffenherstellern zu der Holding UNIS zusammen. UNIS und die Volkswagen AG gründeten 1972 Tvornica Automobila Sarajevo zur Automobilproduktion.

## Fahrzeuge
Das Unternehmen setzte die Produktion des NSU-Motorrades NSU Maxi und der Motorroller Prima III und Prima V, bzw. Prima D fort. Später wurde der Kleinwagen NSU Prinz montiert. Eine andere Quelle gibt an, dass ab Juni 1965 der NSU Prinz 1000 als NSU-Pretis 1000 hergestellt wurde, und die Erstlieferung von NSU 200 Komplettfahrzeuge und Teile für 3000 Fahrzeuge beinhaltete.